# Magnus Hirschfeld
Magnus Hirschfeld, född 14 maj 1868 i Kolberg, död 14 maj 1935 i Nice, var en tysk läkare och sexolog. Han var en av förgrundsgestalterna inom den tidiga rörelsen för homosexuellas rättigheter.

## Biografi
Magnus Hirschfeld föddes i staden Kolberg (polska. Kołobrzeg) vid Östersjön och var son till en framstående judisk läkare, Medicinalrådet Hermann Hirschfeld. Åren runt 1890 studerade han filosofi och medicin i Straßburg, München, Heidelberg och Berlin och etablerade därefter en egen läkarpraktik med inriktning på naturhealing. 1930 genomförde han tillsammans med Kurt Warnekros världens första könskorrigering på Lili Elbe.

### Aktivism och författande
1897 flyttade han till Berlin, där han var med om att bilda Vetenskapliga humanitära kommittén (tyska: Wissenschaftlich-humanitäres Komitee, WhK). WhK:s syfte var att arbeta för avskaffandet av lagen som kriminaliserade manlig homosexualitet, paragraf 175 i tyska strafflagen. Bland annat arbetade WhK under många år med att få underskrifter från kända och lärda personer till en petition mot §175. Fram till 1930 hade de samlat in omkring sex tusen underskrifter. Petitionen lades återkommande fram för den tyska riksdagen.
Detta var en tid då allt undersöktes av vetenskapens män. Fysiker, biologer, patologer, psykologer med flera dissekerade, diagnostiserade och kategoriserade; allt skulle få en förklaring och ett namn och en plats i en ny eller äldre taxonomin. Även de som ansågs "sexuellt onormala" skulle infångas av vetenskapen. (Ända till 1991 klassades homosexualitet som en sinnessjukdom av Världshälsoorganisationen WHO.)
Hirschfeld publicerade ett stort antal böcker och skrifter där han redovisade sina forskningsresultat och teorier. Han var pionjär som skribent om transsexualitet och transvestism; 1910 skrev han boken Die Transvestiten (Transvestiterna). Andra kända böcker av Hirschfeld är Berlins Drittes Geschlecht (Berlins tredje kön) 1908. Die Homosexualität des Mannes und des Weibes (Mäns och kvinnors homosexualitet) 1914, Sexualpathologie. Ein Lehrbuch für Ärzte und Studierende (Sexualpatologi. En lärobok för läkare och studenter) 1916–1920.

### Institut, motstånd, senare år
1919 grundade Magnus Hirschfeld ett sexualvetenskapligt forskningsinstitut, Institut für Sexualwissenschaft i Berlin. Under 1920-talet angreps han upprepade gånger, både i tidningar och rent fysiskt, av högerextremister. Hans bok om "sexualuppfostran", Sexualerziehung, brändes demonstrativt under de landsomfattande bokbålen i Nazityskland våren och sommaren 1933. Hirschfeld var då sedan något år på föreläsningsturné i bland annat USA och skulle aldrig mer återkomma till Tyskland.
Magnus Hirschfeld avled i Nice 1935.

## Betydelse

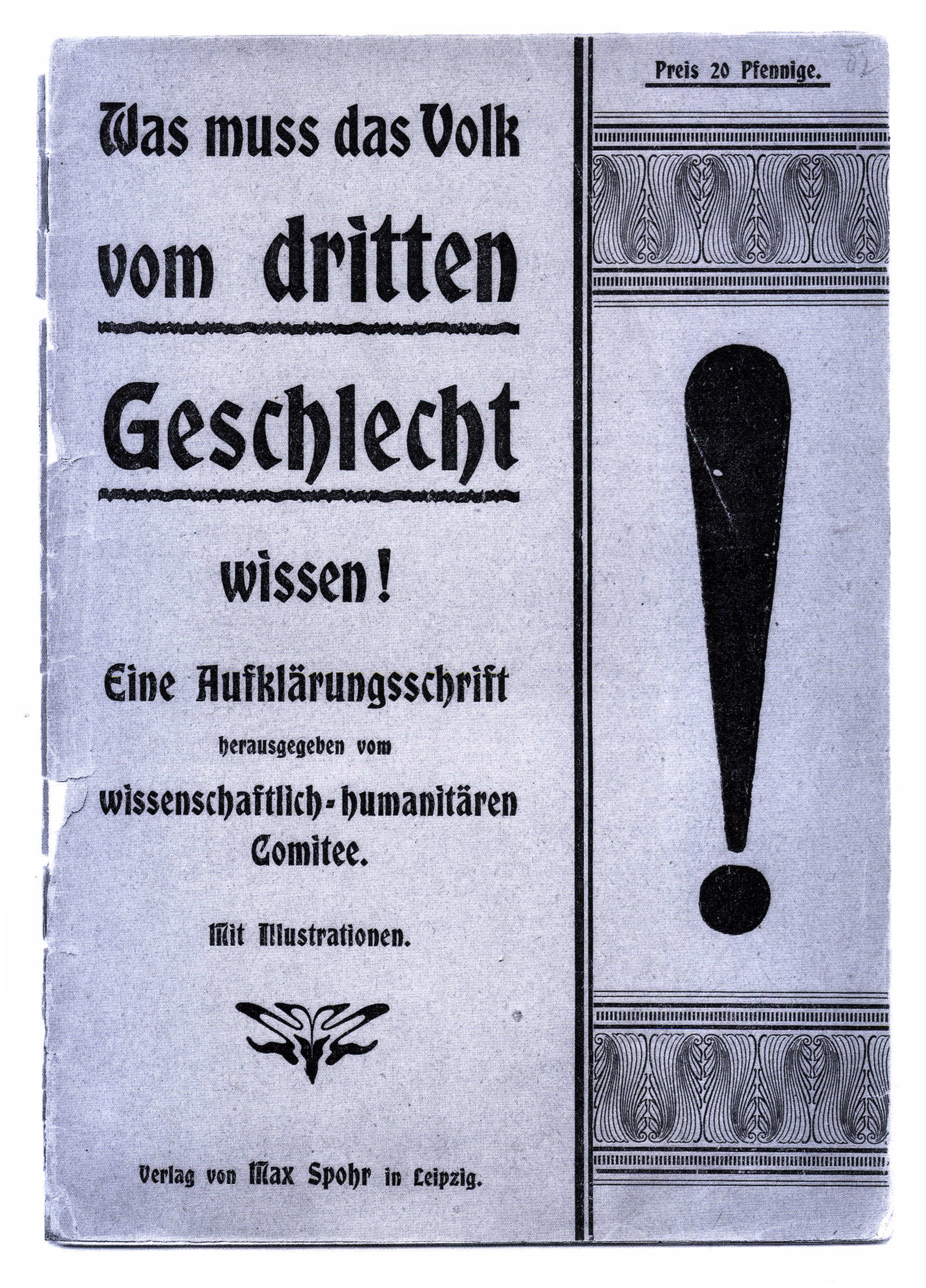
WhK:s skrift Vad folk bör veta om det tredje könet, 1901.

Hirschfeld, som ville skapa förståelse för de sexuellt avvikande, menade att dessa "avvikelser" var medfödda och framförde en teori om "det tredje könet". Han skapade en kategori av "sexuella mellanstadier" där de homosexuella inordnades. Genom de fyra kriterierna könsorgan, fysiska drag, sexuella instinkter och moralisk karaktär kunde en person placeras på en skala mellan den ”helt manliga sexuella typen” och den ”helt kvinnliga sexuella typen”.
Hirschfelds sexualforskningsinstitut i Berlin blev högkvarteret för en internationell reformrörelse. Hans böcker och föreläsningar hade stort inflytande på sexualforskare och sexualliberaler i hela västvärlden.
Svenskar som tagit intryck av Hirschfeld är bland andra Elise Ottesen-Jensen, Eric Thorsell och tidningsmannen Victor Hugo Wickström.
1999 producerade Rosa von Praunheim dokumentären Der Einstein des Sex, om Magnus Hirschfeld.

## Bildgalleri

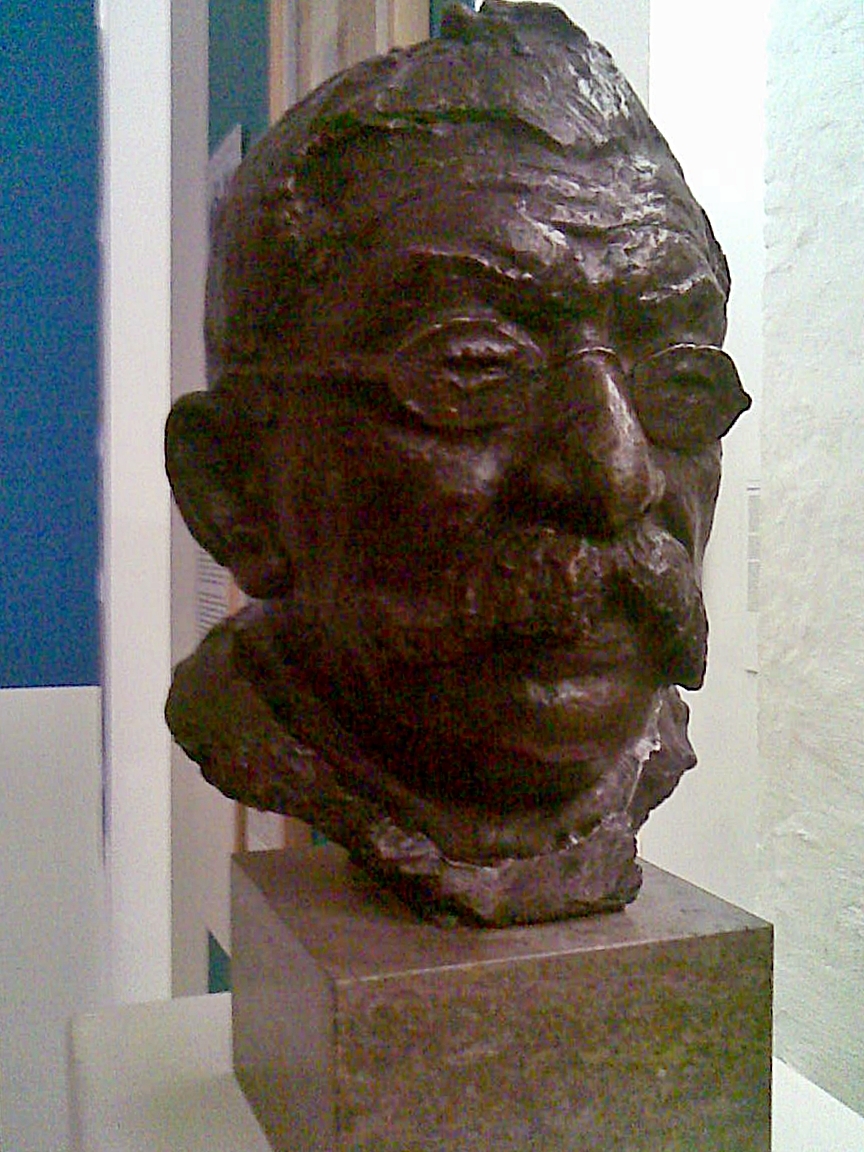
Magnus Hirschfeld från Schwules Museum, Berlin
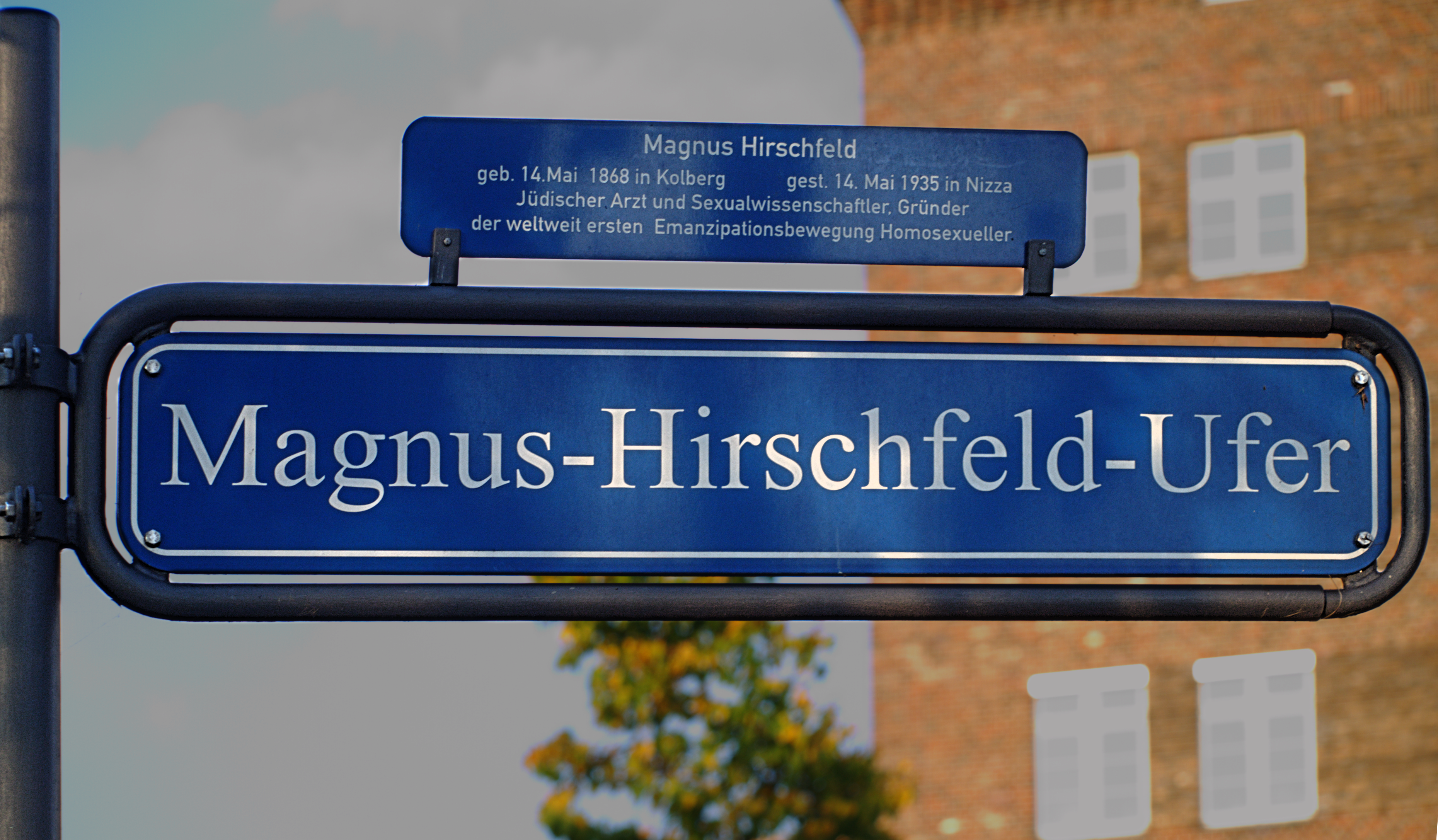
Gatan Magnus-Hirschfeld-Ufer i Berlin, uppkallad efter Magnus Hirschfeld
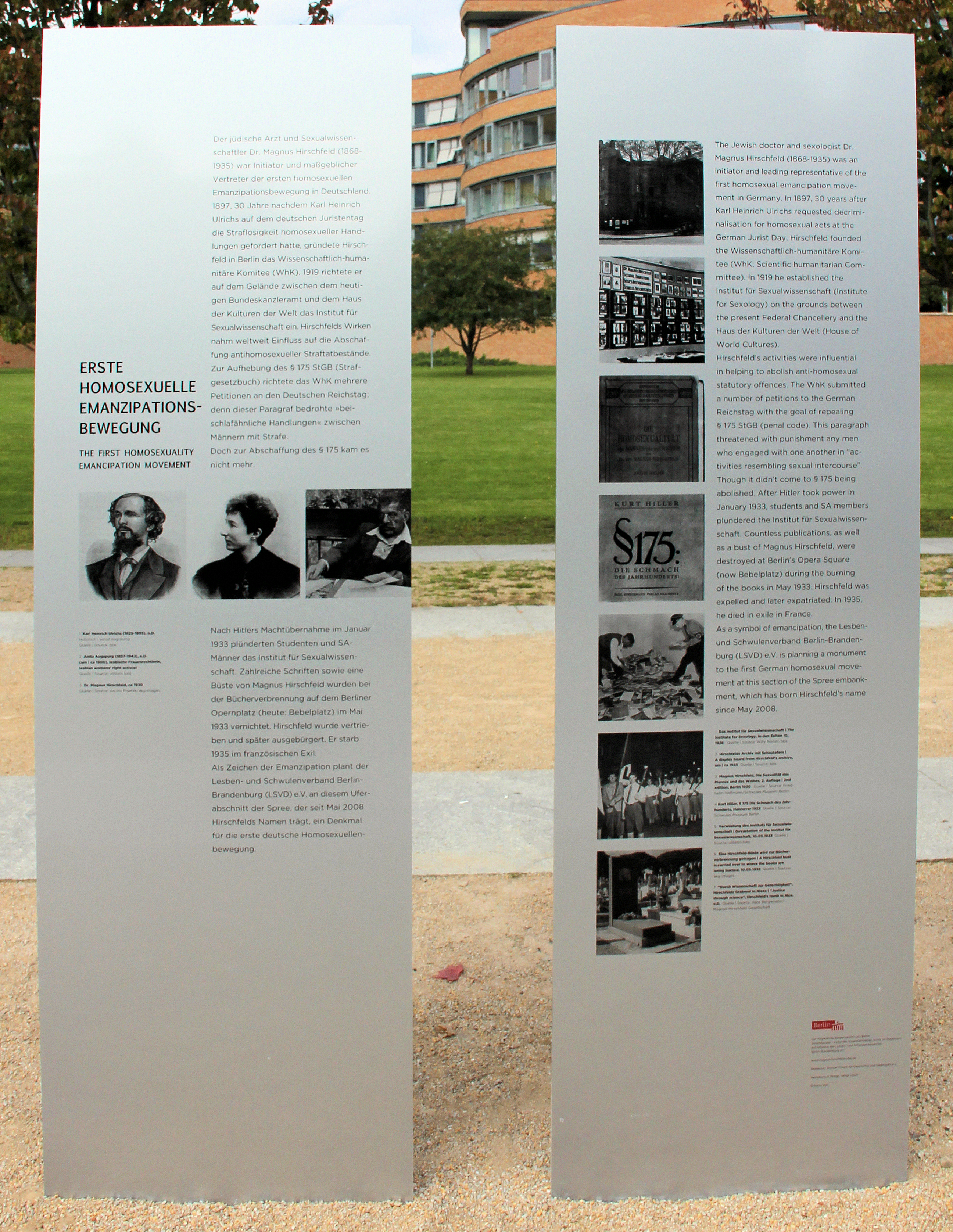
Minnestavla vid Magnus-Hirschfeld-Ufer
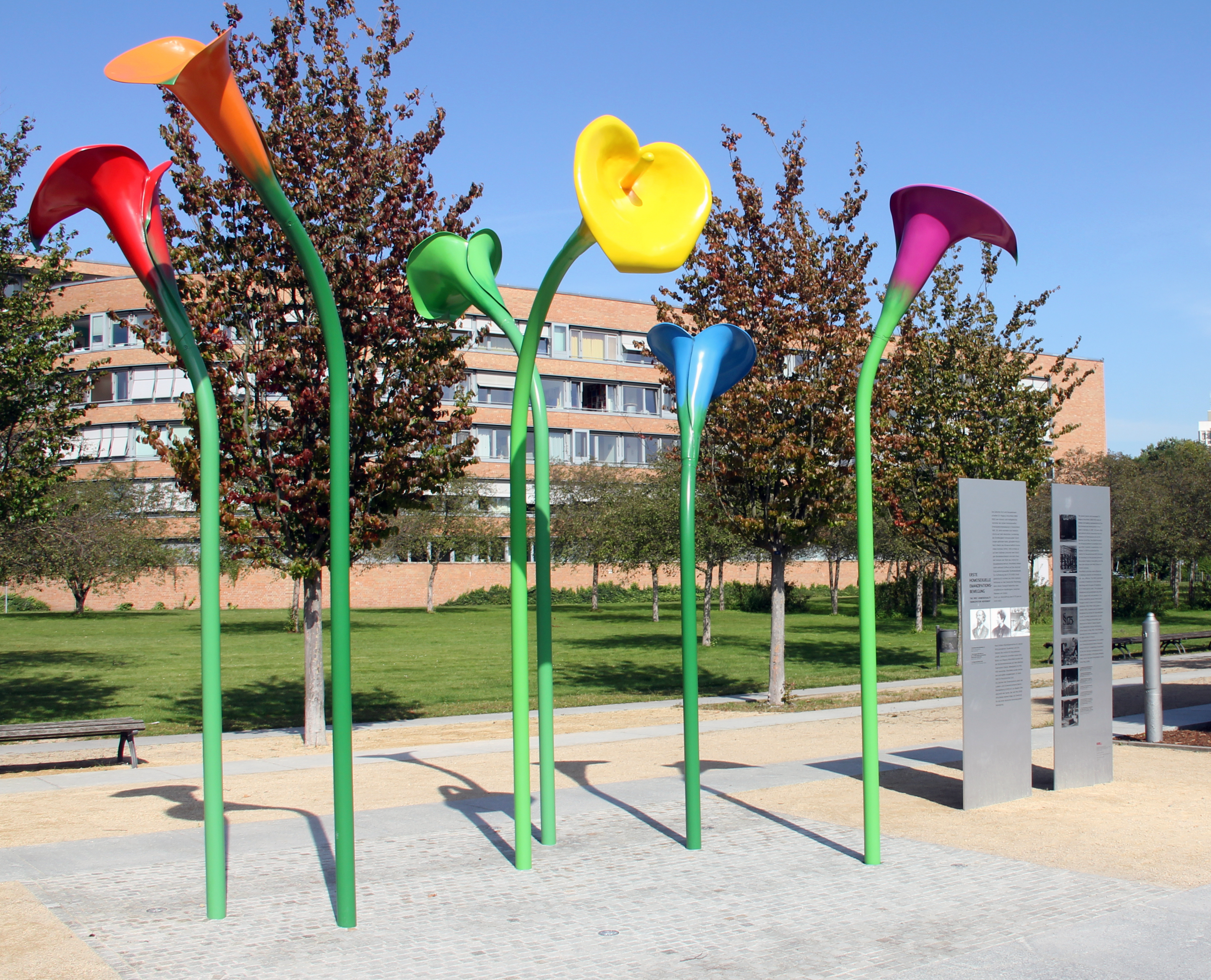
Monument för den första homosexuella rörelsen vid Magnus-Hirschfeld-Ufer